# Thomas Culpeper
Thomas Culpeper (ca. 1514 - 10 december 1541) was een persoon aan het hof van Hendrik VIII. Hij had een relatie met Hendriks vijfde vrouw, Catharina Howard.

## Levensloop
Culpeper werd in ca. 1514 geboren in de buurt van Maidstone. Vanaf 1535 werkte hij aan het hof van Hendrik VIII. Culpeper was graag gezien bij de vorst. Zo begroette hij Anna van Kleef toen deze in Engeland arriveerde. Van Hendrik VIII kreeg hij verschillende eigendommen in Kent, Essex, Gloucestershire en Wiltshire.
In 1541 kreeg Culpeper een geheime relatie met de koningin, de vijfde vrouw van Hendrik VIII, Catherina Howard. Toen Hendrik VIII dit ontdekte werden beiden onthoofd.
Het personage Thomas Culpeper komt terug in de tv-serie The Tudors en de film The Private Life of Henry VIII.